# Butlletí del Col·legi Oficial de Metges de Tarragona
El Butlletí del Col·legi Oficial de Metges de Tarragona era un butlletí publicat per l'Il·lustre Col·legi Oficial de Metges de Tarragona, entre l'any 1931 i 1933 a Tarragona. La seva periodicitat era mensual. Revista apolítica, destinada als metges col·legiats, que tenia com objectiu la defensa dels interessos del cos de professionals.

## Història
L'Administració i redacció del Butlletí del Col·legi Oficial de Metges de Tarragona estava ubicada a la Rambla de Sant Joan, 56 i s'imprimia a la impremta d'Esteve Pàmies al carrer de la Unió, 54, ambdues de Tarragona. La llengua utilitzada era el català.
En els primers números consta com a director, Daniel Recasens i Comes i a partir de l'agost de 1931, Joan Miquel Mestres. De fet, és durant la presidència del primer, que la publicació es va catalanitzar, ja que anteriorment era publicada com a Boletín del Colegio de Médicos de Tarragona, en llengua castellana. Com a col·laboradors habituals hi hagué: M. Pasqua, E. Mira, S. Sabaté, S. Pagés, A. Pérez Bufill, Víctor Viladrich, F. Proubasta i J. Rius.
Hi destaquen les següents seccions: En el període d'abril de 1931 a juny de 1933 hi trobem: "Secció oficial", "Secció científica", "Secció professional", "Legislació i jurisprudència" i "Noticiari", totes elles de gran regularitat i relacionades amb la vida professional del metge.
Els temes tractats versaven sobre aspectes relacionats amb l'exercici de la professió; des de les disposicions que recollia La Gazeta (similar al BOE actual), passant pels cursets de qualsevol especialitat mèdica que s'organitzés, fins assemblees o els ja esmentats articles tècnics. No hi podem identificar una ideologia política concreta, però si inquietuds socials sobre esdeveniments que afectaven la pràctica mèdica.
En el butlletí hi podem trobar articles d'altres publicacions com: "La presse medicale", "Anals de medicina", "British Medical Journal", "Acta médica escandinava", etc.
El butlletí recull aspectes curiosos i polèmics com la protesta dels metges catalans perquè els metges espanyols havien decidit boicotejar les especialitats farmacèutiques preparades a Catalunya o les col·laboracions econòmiques recollides per a un fill orfe d'un metge traspassat.
La revista incloïa publicitat, la majoria d'ella sobre productes mèdics: medicaments, xarops, comprimits i altres. Els anuncis anaven a les pàgines de colors inserides entre la portada o bé a les pàgines centrals.
Malgrat la reduïda tirada, la distribució era a nivell provincial.

## Aspectes tècnics
El número total de pàgines era de 32, 16 de les quals només d'anuncis, de 23,5 x 16,5 cm. a una sola columna.
Les mesures de la capçalera eren de 7,5 x 12,5 cm.
El preu de la publicació era d'1 pesseta.